# مایکل فریتر
مایکل فریتر (انگلیسی: Michael Freiter؛ زادهٔ ۱۵ ژانویهٔ ۱۹۹۶) بازیکن فوتبال است.